# Mavone

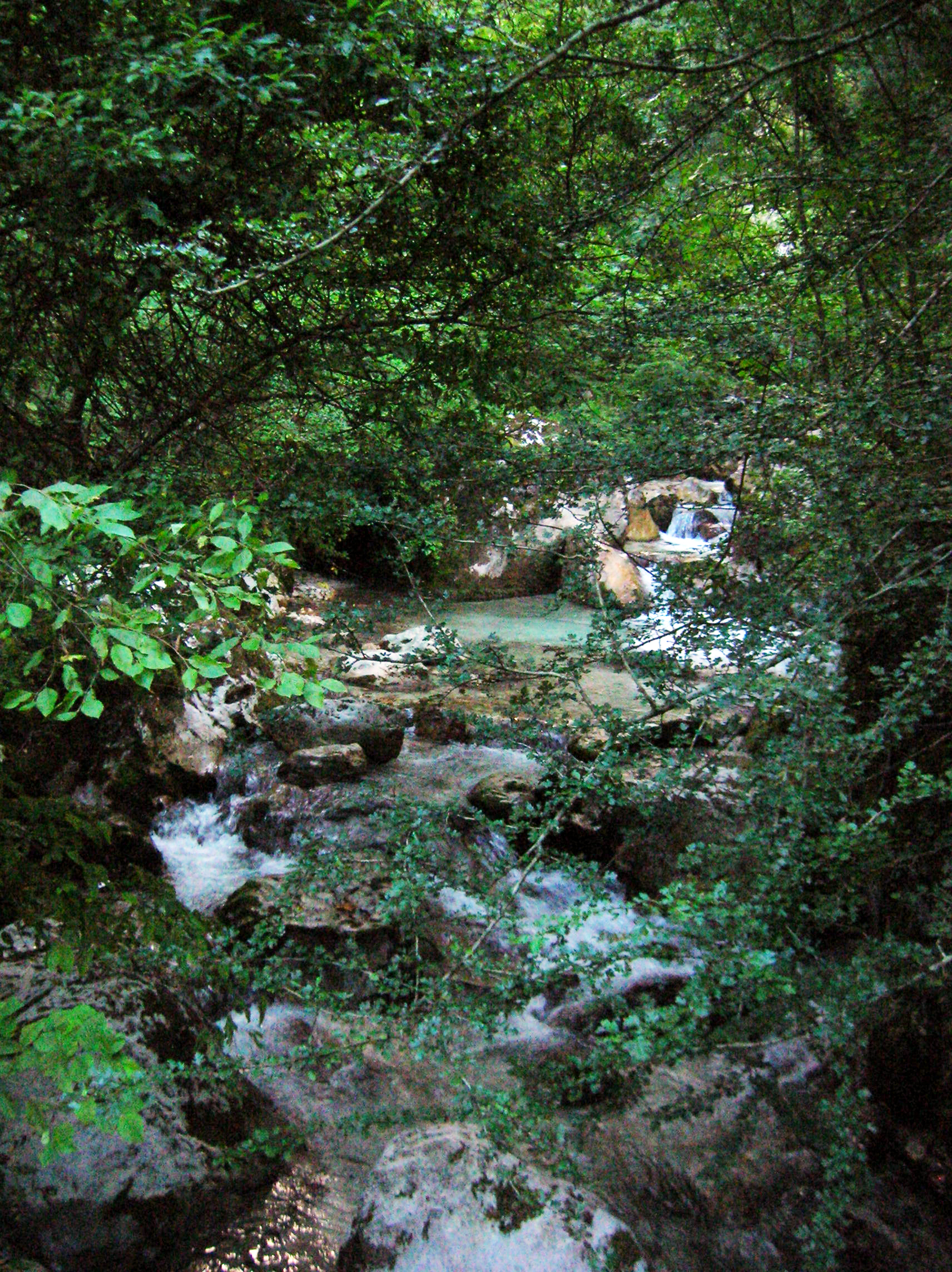
Cascate del Ruzzo vicino a Pretara (Isola del Gran Sasso).

Il fiume Mavone è il tributario più ricco d'acqua perenne del fiume Vomano, nel quale confluisce da destra circa 9,4 chilometri a valle dell'abitato di Montorio al Vomano, in località San Rustico di Basciano.

## Descrizione
Nasce dall'omonima sorgente sul versante orientale del Monte Corno (2.912 m) ed inizia il suo corso nel fosso Inferno di Corno; riceve le acque dei fossi Spoledra, San Nicola (a Casale San Nicola) e Vittore.
Poi dalla destra idrografica, vicino a Isola del Gran Sasso, accoglie il suo maggior affluente, il torrente Ruzzo, che a sua volta ha già ricevuto le acque del Malepasso e della Fossaceca.
Da Castelli arrivano poi le acque del fosso Leomogna e da Castiglione della Valle, infine, quelle del fosso Fiumetto.
Le acque del Ruzzo e del Mavone sono captate a fini idroelettrici dall'Enel e potabili dall'Acquedotto del Ruzzo.